# Anizy-le-Château
Anizy-le-Château è un ex comune francese di 1 932 abitanti situato nel dipartimento dell'Aisne della regione dell'Alta Francia. Il 1º gennaio 2019 il comune è stato accorpato con quelli di Faucoucourt e Lizy per formare il nuovo comune di Anizy-le-Grand.

## Società

### Evoluzione demografica
Abitanti censiti